# Classe ATC A05
La classe ATC A05, dénommée « Traitement de la bile et du foie », est un sous-groupe thérapeutique de la classification anatomique, thérapeutique et chimique, développée par l'OMS pour classer les médicaments et autres produits médicaux. La classe ATC vétérinaire correspondante dans la classification ATCvet est QA05. Le sous-groupe présenté ici est celui établi par l'OMS, et peut donc différer des versions dérivées utilisées dans certains pays. Il fait partie du groupe anatomique A de la classification, intitulé « Système digestif et métabolisme ».

## A05A Traitement de lavésicule biliaire

### A05AA Acides biliaires et dérivés
A05AA01 Acide chénodésoxycholique
A05AA02 Acide ursodésoxycholique
A05AA03 Acide cholique
A05AA04 Acide obéticholique

### A05AB Préparations pour le traitement du conduit biliaire
A05AB01 Nicotinyl méthylamide

### A05AX Autres médicaments pour le traitement de la bile
A05AX01 Piprozoline
A05AX02 Hymécromone
A05AX03 Cyclobutyrol
A05AX04 maralixibat chloride
A05AX05 Odevixibat
A05AX06 Elafibranor
A05AX07 Seladelpar
QA05AX90 Menbutone

## A05B Traitement du foie, lipotropes

### A05BA Traitement du foie
A05BA01 Arginine glutamate
A05BA03 Silymarine
A05BA04 Citiolone
A05BA05 Épomédiol
A05BA06 Ornithine oxoglurate
A05BA07 Arginine tidiacique
A05BA08 Acide glycyrrhizique (glycyrrhizine)
QA05BA90 Méthionine

## A05C Associations de médicaments de la bile et de lipotropes
Vide